# Aviones de cristal
Aviones de cristal è il terzo album del cantante spagnolo Álex Ubago, pubblicato in Spagna dalla Warner Music il 26 settembre 2006. Il disco era disponibile anche in una versione CD + DVD.

## Tracce

### CD
1. Sigo Buscando
2. Viajar Contigo
3. Cada Día
4. La Estación
5. María
6. Aviones De Cristal
7. Si Tú Me Llevas
8. El Único Habitante
9. No Dices Nada
10. Reinas De La Fiesta
11. Instantes
12. Como En Los Sueños

### DVD
1. Cómo se grabó
2. Cómo se rodó
3. Viajar contigo (Videoclip)
4. Viajar contigo (Videoclip con banda)
5. Viajar contigo (Videoclip proyección)

## Classifiche
| Classifica (2006) | Posizione raggiunta |
| ----------------- | ------------------- |
| Spagna            | 3                   |